# Véronique Deschamps
Véronique Deschamps (24 de marzo de 1928 – 5 de febrero de 2004) fue una actriz teatral y cinematográfica de nacionalidad francesa. 
Nacida en Lausana, Suiza, su verdadero nombre era Lucette Nelly Perreten. Estuvo casada con el director cinematográfico Jean Dréville, con el que tuvo una hija, la actriz Valérie Dréville.
Véronique Deschamps falleció en 2004 en Vallangoujard, Francia.

## Filmografía
- 1952 : La fille au fouet, de Jean Dréville y René Le Hénaff
- 1952 : Suivez cet homme, de Georges Lampin
- 1953 : Le village magique, de Jean-Paul Le Chanois
- 1954 : Escale à Orly, de Jean Dréville
- 1955 : Chiens perdus sans collier, de Jean Delannoy
- 1957 : Les Fanatiques, de Alex Joffé
- 1960 : Il suffit d'aimer, de Robert Darène

## Teatro
- 1956 : Les Lingots du Havre, de Yves Jamiaque, escenografía de Jean Lanier, Teatro des Arts
- 1957 : Bobosse, de André Roussin, escenografía del autor, Teatro de la Michodière